# جمعية الحقوق المدنية والسياسية في السعودية
جمعية الحقوق المدنية والسياسية في السعودية (تختصر: حسم) جمعية حقوق إنسان غير حكومية سعودية أسسها أحد عشر ناشطا حقوقيا وأكاديميا عام 2009. تهدف الجمعية إلى التوعية بحقوق الإنسان مركزة على الإعلان العالمي لحقوق الإنسان لعام 1948. في 9 مارس 2013 أصدرت المحكمة الجزائية بالرياض حكما في محاكمة حسم وشمِل حل الجمعية ومصادرة أملاكها فورا.

## نظام الجمعية
شارك في تأسيس الجميعة 11 ناشطًا هم عبد الرحمن حامد الحامد ومحمد فهد القحطاني وعبدالكريم يوسف الخضر وعبد الله الحامد وفهد عبد العزيز العريني ومحمد حمد المحيسن ومحمد البجادي وعيسى حامد الحامد ومهنا محمد خليف الفالح وسعود أحمد الدغيثر وفوزان محسن الحربي وأعضاء غير موقعين بسبب اعتقالهم وقت تأسيس الجمعية هم: سليمان الرشودي وموسى القرني ومنصور العودة.
يتولى رئاسة الجميعة أحد أعضائها بالانتخاب السنوي، فتولى عبد الرحمن الحامد رئاستها لدورة 1431 هـ/2010 ثم تولاها محمد القحطاني لدورة 1432 هـ/2011، ثم تولاها عبد الكريم الخضر في دورة 1433 هـ/2012، ثم تولاها سليمان الرشودي في دورة 1434 هـ/2013 قبل أن يُعتقل ليتولاها نائبه فوزان الحربي، ثم تولاها عيسى الحامد في دورة 1435 هـ / 2014.
يتشارك أعضاء الجمعية في تأمين ميزانيتها السنوية بمبالغ محدودة.

## مواقف الجمعية
بعد سيول جدة نشرت الجمعية بياناً في 10 ديسمبر 2009 لامت فيه ما أسمته «الفساد السياسي» ودعت في خطاب مفتوح إلى الملك عبد الله بن عبد العزيز إلى تشكيل برلمان منتخب بصلاحيات لمساءلة المسؤولين. تولت الجمعية في ديسمبر 2009 تمثيل سليمان الرشودي في الدعوى القضائية التي رفعها ضد وزارة الداخلية التي احتجزته لثلاث سنوات ونصف دون اتهام، لكن الدعوى رُفضت بعد أن وجهت الوزارة له الاتهامات. في ديسمبر 2010 قدمت الجمعية طالباً لـ وزارة الداخليةبالسماح بالإعتصام في الرياض في 23 ديسمبر، إلا أن مقدمي الطلب استدعوا قبل الموعد المحدد بيوم وأبلغوا برفضه. في يناير 2011 أرسلت الجمعية رسالة إلى الملك عبد الله بن عبد العزيز آل سعود طالبت فيها بمحاكمة وزير الداخلية آن ذاك الأمير نايف بن عبد العزيز واتهمت سياسات الداخلية بأنها تشجع على التطرف والعنف.
انتقدت الجمعية مسودة قانون مكافحة الإرهاب التي سربتها منظمة العفو الدولية في يوليو 2011 وقالت أنه «يعطي صلاحيات غير مسبوقة للأمن لقمع الشعب دون أي ضوابط قانونية».

## ملاحقة مؤسسي الجمعية
في 21 مارس 2011 اعتقلت قوات الأمن السعودية محمد البجادي وهو أحد الأعضاء المؤسسين للجمعية إثر مشاركته في مظاهرة أمام وزارة الداخلية في اليوم السابق، وفي 10 أبريل 2012 قضت محكمة سرية بسجنه أربع سنوات إثر إدانته بتهم عدة كان من بينها المشاركة في تأسيس جمعية غير مرخصة.
في 22 مايو مُنع العضو المؤسس فوزان الحربي من السفر، وفي 12 ديسمبر 2012 اعتقل سليمان الرشودي رئيس الجمعية لعام 1434 هـ بعد أن ألقى كلمة عن «حكم المظاهرات والاعتصامات في الشريعة الإسلامية»، وكان الرشودي محكوما بالسجن خمسة عشر عامًا في قضية إصلاحيي جدة التي تخضع للاستئناف.

### محاكمة حسم
في يوليو 2012 بدأت محاكمة محمد القحطاني وعبد الله الحامد ووجهت لكل منهما تهمة الاشتراك في تأسيس جمعية غير مرخصة مع عدد من التهم الأخرى. في 9 مارس 2013 أصدر قاضي المحكمة الجزائية بالرياض، حكماً بحل جمعية حسم الحقوقية حالاً، ومصادرة جميع ممتلكاتها ويشمل ذلك مواقعها على شبكة الإنترنت، والسجن الفوري ولخمس سنوات بحق الدكتور عبد الله الحامد مضافاً إليها المدة المتبقية من محكوميته السابقة في قضية الإصلاحيين الثلاثة ليصبح مجموع المدة المحكوم بها إحدى عشر سنة ومنعه من السفر خمس سنوات أخرى، والسجن عشر سنوات بحق الدكتور محمد بن فهد القحطاني ومنعه من السفر عشر سنوات أخرى. أدانت جمعية حسم الحكم واعتبرت «أصل القضية هو انتهاكات الحكومة السعودية لحقوق الإنسان، ومحاولتنا التصدي لهذه الانتهاكات ورصدها»؛ وردا على الحكم بمصادرة أملاكها صرحت أنه «ليس للجمعية أية أموال أو أصول أو ممتلكات وإنما تعتمد على الموقع الإلكتروني وجهود الأعضاء الطوعية».
في 24 يونيو 2013 -وفي قضية منفصلة عن قضية القحطاني والحامد- أدان القاضي إبراهيم الحسني عبد الكريم الخضر بتهم منها تأليب الرأي العام والاشتراك في تأسيس جمعية غير مرخصة وحكم عليه بالسجن ثلاث سنوات نافذة، وبالسجن خمس سنوات مع وقف التنفيذ (وتطبق إذا شارك في تأسيس جمعية أو شارك في مظاهرة بعد إطلاق سراحه)، وبالمنع من السفر عشر سنين بعد انقضاء مدة السجن.